# Hamad ibn Saïd
Hàmad ibn Saïd (àrab: حمد بن سعيد, Ḥamad ibn Saʿīd) (? – Masqat, 13 de març de 1792) va ser sultà de Masqat des de 1786 fins a 1792.

## Regne
Hàmad ibn Saïd era fill de l'imam i sultà Saïd ibn Ahmad, que havia succeït al seu pare el 1783. A diferència del seu pare, era molt impopular. Cap a finals de 1785 un grup de notables va escollir el seu germà Qais com a imam, però la revolta aviat es va apaivagar.
El 1786, Hàmad ibn Saïd va aconseguir el control de Masqat i la seva fortalesa. Una per una les altres fortaleses d'Oman se li van sotmetre, deixant al seu pare sense cap poder temporal. Hàmad va assumir llavors el títol de xeic i va establir la seva cort a Masqat. El seu pare es va quedar a Rustaq i va conservar el títol d'imam: era un títol religiós purament simbòlic que, de fet, no li atorgava cap poder.
Hàmad va fer construir diverses fortaleses a les parts del país que controlava per assegurar-ne el domini. També va intentar reconquerir Kilwa Kisiwani i Mombasa que s'havien alliberat del domini d'Oman durant la guerra civil que va precedir l'ascens al tron del seu avi.
Hàmad va morir de verola el 1792. El va succeir el seu oncle Sultan ibn Ahmad.